# Albulae
Albulae (łac. Dioecesis Albulensis) – stolica historycznej diecezji w Cesarstwie Rzymskim (prowincja Mauretania Caesariensis), współcześnie w Algierii. Pierwsze wzmianki o jej biskupach pochodzą z V wieku. Od 1933 katolickie biskupstwo tytularne.

## Biskupi tytularni
| Lp. | Biskup                                | Funkcja                                             | Od                   | Do               |
| --- | ------------------------------------- | --------------------------------------------------- | -------------------- | ---------------- |
| 1   | Percival Caza                         | biskup pomocniczy Valleyfield (Kanada)              | 11 sierpnia 1948     | 22 września 1966 |
| 2   | Edward Daniel Howard                  | emerytowany biskup Portlandu (USA)                  | 9 grudnia 1966       | 2 stycznia 1983  |
| 3   | Vicente Credo Manuel                  | wikariusz apostolski San Jose in Mindoro (Filipiny) | 17 marca 1983        | 18 sierpnia 2007 |
| 4   | João Carlos Seneme CSS                | biskup pomocniczy Kurytyby (Brazylia)               | 17 października 2007 | 26 stycznia 2013 |
| 5   | Marco Eugênio Galrão Leite de Almeida | biskup pomocniczy São Salvador da Bahia (Brazylia)  | 25 września 2013     |                  |